# Borša
Borša (em húngaro: Borsi) é um município da Eslováquia, situado no distrito de Trebišov, na região de Košice. Tem 9,54 km² de área e sua população em 2018 foi estimada em 1.137 habitantes.

## Demografia
| Ano:        | 1994 | 2004   | 2014   | 2024   |
| ----------- | ---- | ------ | ------ | ------ |
| Broj ljudi: | 1380 | 1253   | 1183   | 1119   |
| Razlika:    |      | -9,20% | -5,58% | -5,40% |

| Ano:               | 2023 | 2024   |
| ------------------ | ---- | ------ |
| Número de pessoas: | 1129 | 1119   |
| Diferença:         |      | -0,88% |